# Eosentomon wheeleri
Eosentomon wheeleri är en urinsektsart som beskrevs av Filippo Silvestri 1909. Eosentomon wheeleri ingår i släktet Eosentomon och familjen trakétrevfotingar. Inga underarter finns listade i Catalogue of Life.